# Marek Walczewski
Marek Walczewski (ur. 9 kwietnia 1937 w Krakowie, zm. 26 maja 2009 w Warszawie) – polski aktor teatralny, filmowy i telewizyjny.

## Życiorys
Urodził się w Krakowie, w rodzinie o lwowskich korzeniach. Był młodszym bratem Jacka Walczewskiego, inżyniera i naukowca, konstruktora rakiet meteorologicznych. Ukończył II Liceum Ogólnokształcące im. Króla Jana III Sobieskiego w Krakowie. Uczęszczał do szkoły muzycznej do klasy skrzypiec i był reprezentantem Polski juniorów w szermierce. Studiował architekturę, jednak nie ukończył tego kierunku. W 1960 ukończył studia aktorskie w Państwowej Wyższej Szkole Teatralnej w Krakowie.
Po ukończeniu szkoły aktorskiej zadebiutował na scenie Teatru Słowackiego w Krakowie w Sławnej historii o Troilusie. W latach 1964–1972 grał w Starym Teatrze w Krakowie. W 1972 przeprowadził się do Warszawy, gdzie krótko grał w teatrach: Współczesnym (1972), Ateneum (1972), Dramatycznym (1972–1982, 1992–) i Studio (1982–1992). Za rolę Ojca w dramacie Tadeusza Różewicza Pułapka (reż. Jerzy Grzegorzewski) otrzymał w 1984 Nagrodę Aktorską I stopnia na 24. Festiwalu Polskiej Sztuki Współczesnej we Wrocławiu.
Jako aktor filmowy zadebiutował rolą w filmie Andrzeja Munka Pasażerka (1961). Następnie zagrał m.in. w ekranizacjach: Wesele i Ziemia obiecana (1975) Andrzeja Wajdy oraz w Nocach i dniach (1975) Jerzego Antczaka i w Blaszanym bębenku Volkera Schloendorffa. W 1981 i 1983 został ubonorowany Nagrodą I Stopnia Komitetu ds. Radia i Telewizji. Sporadycznie reżyserował spektakle teatralne, m.in. Kochanego kłamcę (1987) Kilty’ego w Teatrze Za Dalekim w Warszawie oraz Katarzynę II (1989) według pamiętników carycy w Teatrze Studio w Warszawie.
Wycofał się z zawodu z powodu choroby Alzheimera. Został pochowany 1 czerwca 2009 na cmentarzu w Pyrach na Ursynowie w Warszawie.

## Życie prywatne
Od 1961 do 1974 roku był mężem aktorki Anny Polony, a od 1974 roku do śmierci – aktorki Małgorzaty Niemirskiej.

## Filmografia

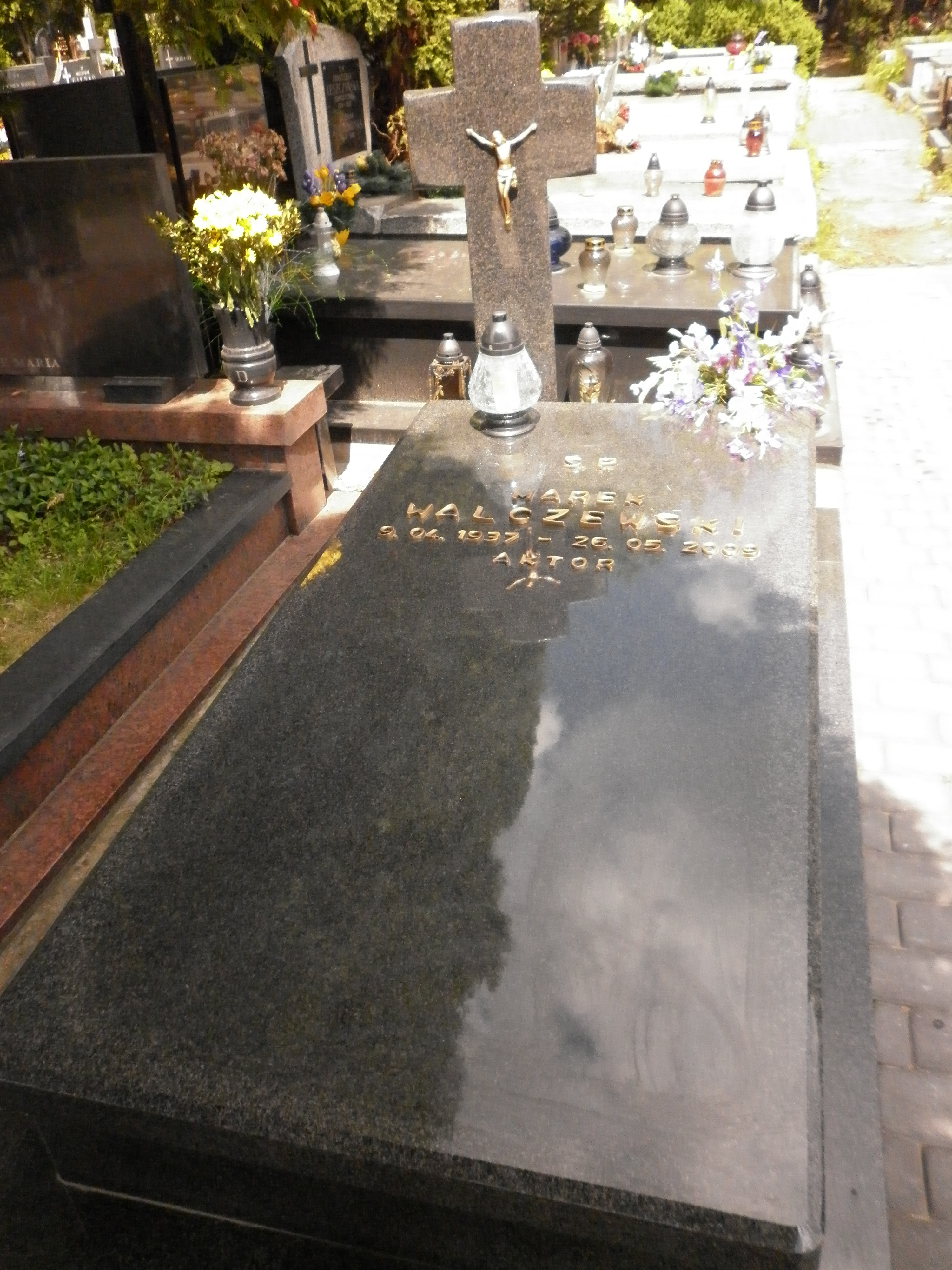
Grób Marka Walczewskiego na cmentarzu w Pyrach

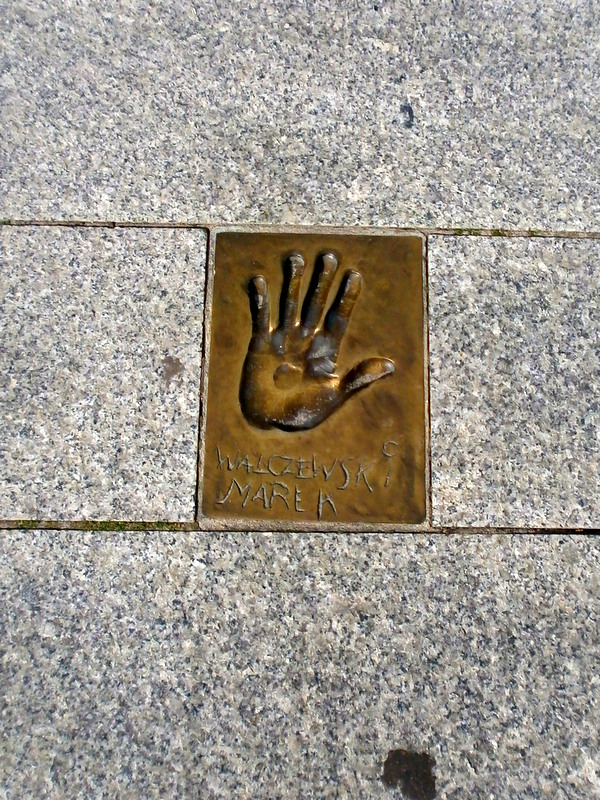
Odcisk dłoni Marka Walczewskiego w Alei Gwiazd w Międzyzdrojach

- 1963: Pasażerka – Tadeusz, narzeczony Marty
- 1968: Ruchome piaski – ojciec Grzegorza
- 1971: Trzecia część nocy – Rozenkranc
- 1972: Wesele – Gospodarz
- 1972: Przeprowadzka – ksiądz
- 1973: Nocleg – gospodarz Zyga
- 1973: Stacja bezsenność – hipnotyzer
- 1974: S.O.S. – Hubert Stańczyk
- 1974: Ziemia obiecana – Bum-Bum
- 1974: Święty Mikołaj pilnie poszukiwany – Kufel
- 1975: Ziemia obiecana – Bum-Bum (odc. 1 i 4)
- 1975: Dom moich synów – Wiktor Górecki
- 1975: Dzieje grzechu – bandyta Płaza-Spławski
- 1975: Noce i dnie – Daleniecki, właściciel majątku w Sarbinowie
- 1975: Trzecia granica – major Smyga
- 1975: W środku lata – przewoźnik Długonos
- 1976–1977: Polskie drogi – Henryk Gorączko, agent Abwehry
- 1976: Przepłyniesz rzekę – robotnik Czul
- 1976: Wergili – oświęcimiak
- 1977: Śmierć prezydenta – Eligiusz Niewiadomski
- 1978: Do krwi ostatniej... – Władysław Anders
- 1979: Blaszany bębenek – Schugger-Leo
- 1979: Chciałbym się zgubić – dyrektor domu dziecka
- 1979: Do krwi ostatniej – Władysław Anders (odc. 1-4)
- 1979: Golem – Pernat
- 1980: Spotkanie na Atlantyku – Walter
- 1980: Błękitna strzała – Karol Lisowski
- 1981: Najdłuższa wojna nowoczesnej Europy – Ignacy Jan Paderewski (odc. 13)
- 1981: Cień – ojciec Anny
- 1981: Wojna światów – następne stulecie – rejestrator w komisji
- 1982: Dolina Issy – czarownik Masiulis
- 1982: Sto jedenasty – Selfridge
- 1983: Synteza – rektor Diaz
- 1984: Hania – stary Mirza
- 1984: O-bi, o-ba. Koniec cywilizacji – szef Softa
- 1984: Umarłem, aby żyć – doktor Roman
- 1984: Vabank II, czyli riposta – naczelnik Twardyjewicz
- 1985: Zdaniem obrony – poseł Kazimierz Kubicki (odc. 3)
- 1985: Ga, ga. Chwała bohaterom – Śledczy
- 1985: Gra w ślepca – Stary
- 1985: Pan W. – poszkodowany
- 1986: Cudzoziemka – January
- 1986: Druga strona słońca – Włodzimierz Oksza, pisarz
- 1986: Lucyna – Wacek
- 1986: Nikt nie jest winien – Ryszard
- 1987: Kingsajz – tata Ali
- 1987: Zabij mnie glino – paser
- 1988: Chichot Pana Boga – Weber
- 1988: Crimen – kapitan Stefan Ligęza
- 1988: Koniec – Emilian, kierownik działu kadr
- 1988: Zmowa – VIP
- 1989: Co lubią tygrysy – seksuolog
- 1989: Janka – właściciel kinematografu
- 1989: Złoty wiek Transylwanii – Mihály Teleki
- 1990: Havet Stiger – Węgier
- 1990: Seszele – Skowroński, dyrektor opery
- 1991: Dzieci wojny – wariat
- 1991: Głos – rycerz
- 1992: Enak – urzędnik Departamentu Stanu
- 1992: Kawalerskie życie na obczyźnie – karuzelnik Schumann
- 1993: Dwa księżyce – mecenas
- 1993: Pajęczarki – artysta malarz
- 1993: Rozmowa z człowiekiem z szafy – nauczyciel
- 1993: Taranthriller – sprzedawca
- 1993–1994: Bank nie z tej ziemi – Bob Maski, agent „Dołu”
- 1994: Kim Pan jest, Panie Szulkin? – on sam
- 1995: Les Milles – profesor Pick
- 1996: Dzień wielkiej ryby – mecenas
- 1997–1998: 13 posterunek – Stępień
- 1998: Ekstradycja 3 – X
- 1998: Złoto dezerterów – pułkownik SS
- 1999: Ja, Malinowski (odc. 9)
- 1999: Patrzę na ciebie, Marysiu – ojciec Michała
- 2000: 13 posterunek 2 – Stępień
- 2001: Wiedźmin – Eyck z Denesle
- 2003: Ubu Król – generał
- 2004: Ono – ojciec Ewy

### Występy gościnne
- 1977: Noce i dnie – Włodzimierz Daleniecki, właściciel Serbinowa (odc. 5 i 10)
- 1999: Świat według Kiepskich – lekarz (odc. 10)
- 2001: Złotopolscy – mecenas Śliwicki (odc. 307)
- 2001: Marszałek Piłsudski – Lucjan Żeligowski (odc. 6)
- 2002: Wiedźmin (serial) – Eyck z Denesle (odc. 4)
- 2005: Boża podszewka II – Niemiec (odc. 4)

## Odznaczenia i nagrody
- Złoty Krzyż Zasługi (1977)
- Medal 40-lecia Polski Ludowej (1986)
- Złoty Medal „Zasłużony Kulturze Gloria Artis” (pośmiertnie, 2009)[10]
- Odznaka honorowa „Za Zasługi dla Warszawy” (1988)
- Nagroda Miasta Stołecznego Warszawy (1986)
- Złota Odznaka „Za zasługi dla miasta Krakowa” (1971)
- Nagroda Komitetu do Spraw Radia i Telewizji za twórczość radiową i telewizyjną (1974)
- Nagroda Przewodniczącego Komitetu do Spraw Radia i Telewizji I stopnia – dwukrotnie (1981 i 1983)
- Nagroda ministra kultury i sztuki w dziedzinie teatru (2004)
- FPFF (2004)
- List gratulacyjny od Prezydenta RP Lecha Kaczyńskiego (12 kwietnia 2006)